# 타이중시
타이중시(중국어 정체자: 臺中市/台中市, 간체자: 台中市, 병음: Táizhōng Shì, 한자음: 대중시, 영어: Taichung,대만어: Tâi-tiong-chhī)는 대만에서 3번째로 큰 도시이다. 대만의 중부에 있기 때문에 타이중이라고 부른다.

## 역사
타이중시는 청나라 말기에 발전하기 시작했다. 1890년에 류밍촨(劉銘傳)이 지금의 타이중시 지역에서 성과 행정관청을 지었고 타이완이 성(省)이 된 후에 타이완의 성회(省會)로 할 예정이었다. 다음 대만 순무(巡撫)가 이 계획을 중지했지만, 타이중은 청나라 시대에 타이완에서 가장 큰 성이었다. 1920년의 타이중시 설립 때 베이툰(北屯), 시툰(西屯), 난툰(南屯)이 포함되지 않았지만 1947년 2월 1일에 타이중시에 귀속되었다.

## 지리

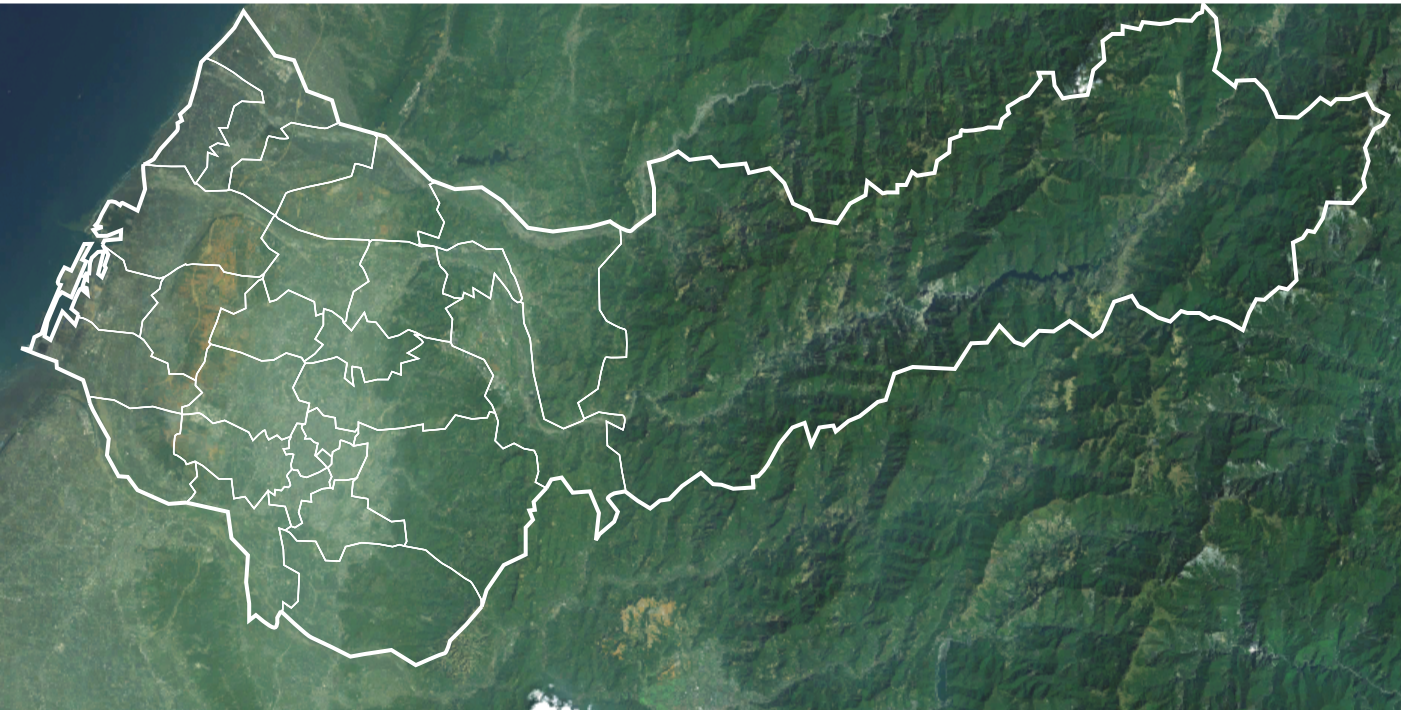
타이중시의 위성 사진

타이중시는 타이완 중서부에 있다. 지형으로 보면 타이중은 타이중 분지에 있어서 산에 둘러싸여 있다. 동쪽은 중앙 산맥이 놓여 있고 북쪽은 이보다 낮은 먀오리현부터 이어지는 구릉이 있고 남쪽은 장화현에서 이어지는 해안 평야가 주를 이루며 서쪽은 타이완 해협이 있다.

## 인구
타이중의 인구는 2006년 8월에 1,040,725명으로 추정된다. 남성보다 여성의 인구 비율이 50.97%로 조금 더 높다. 24.32%가 유년층이고 16.63%가 청년층이며 52.68%가 장년층, 6.73%가 노년층이다. 국내 통계국에 따르면 타이중시의 2007년 출생률은 1.165명이었다.
| 연도 | 인구      | ±%     |
| --- | --------- | ------ |
| 1985 | 1,817,125 | —      |
| 1990 | 2,019,959 | +11.2% |
| 1995 | 2,257,950 | +11.8% |
| 2000 | 2,460,098 | +9.0%  |
| 2005 | 2,587,828 | +5.2%  |
| 2010 | 2,648,419 | +2.3%  |
| 2015 | 2,744,445 | +3.6%  |
| 2020 | 2,820,787 | +2.8%  |
| Source:“Populations by city and country in Taiwan”. Ministry of the Interior Population Census. 2017년 12월 16일에 원본 문서에서 보존된 문서. 2021년 2월 7일에 확인함. |           |        |

## 기후
쾨펜의 기후 구분에 따르면 타이중은 온대 습윤 기후에 속한다. 타이중의 연평균 기온은 23 °C이고 연평균 강수량은 1,708mm이다. 도시의 연평균 습도는 80%이다. 타이중은 타이완의 주요 도시들에 비해 온난하다. 동쪽으로 중앙 산맥, 남쪽으로 먀오리 언덕이 있어 태풍의 영향을 심하게 받지 않는 편이다.
| 타이중시의 기후                                                             | 타이중시의 기후 | 타이중시의 기후 | 타이중시의 기후 | 타이중시의 기후 | 타이중시의 기후 | 타이중시의 기후 | 타이중시의 기후 | 타이중시의 기후 | 타이중시의 기후 | 타이중시의 기후 | 타이중시의 기후 | 타이중시의 기후 | 타이중시의 기후 |
| 월                                                                          | 1월             | 2월             | 3월             | 4월             | 5월             | 6월             | 7월             | 8월             | 9월             | 10월            | 11월            | 12월            | 연간            |
| --------------------------------------------------------------------------- | --------------- | --------------- | --------------- | --------------- | --------------- | --------------- | --------------- | --------------- | --------------- | --------------- | --------------- | --------------- | --------------- |
| 역대 최고 기온 °C (°F)                                                      | 31.3 (88.3)     | 33.2 (91.8)     | 34.7 (94.5)     | 34.7 (94.5)     | 37.0 (98.6)     | 36.8 (98.2)     | 39.9 (103.8)    | 39.3 (102.7)    | 39.0 (102.2)    | 38.3 (100.9)    | 34.0 (93.2)     | 31.7 (89.1)     | 39.9 (103.8)    |
| 일평균 최고 기온 °C (°F)                                                    | 22.3 (72.1)     | 22.9 (73.2)     | 25.2 (77.4)     | 28.1 (82.6)     | 30.7 (87.3)     | 32.3 (90.1)     | 33.3 (91.9)     | 32.7 (90.9)     | 32.2 (90.0)     | 30.3 (86.5)     | 27.6 (81.7)     | 23.9 (75.0)     | 28.5 (83.2)     |
| 일일 평균 기온 °C (°F)                                                      | 17.0 (62.6)     | 17.7 (63.9)     | 20.1 (68.2)     | 23.5 (74.3)     | 26.4 (79.5)     | 28.1 (82.6)     | 28.9 (84.0)     | 28.4 (83.1)     | 27.8 (82.0)     | 25.5 (77.9)     | 22.6 (72.7)     | 18.7 (65.7)     | 23.7 (74.7)     |
| 일평균 최저 기온 °C (°F)                                                    | 13.4 (56.1)     | 14.2 (57.6)     | 16.4 (61.5)     | 20.1 (68.2)     | 23.1 (73.6)     | 24.9 (76.8)     | 25.5 (77.9)     | 25.3 (77.5)     | 24.6 (76.3)     | 22.2 (72.0)     | 19.0 (66.2)     | 15.1 (59.2)     | 20.3 (68.5)     |
| 역대 최저 기온 °C (°F)                                                      | −0.7 (30.7)     | −1.0 (30.2)     | 2.1 (35.8)      | 8.6 (47.5)      | 10.8 (51.4)     | 15.5 (59.9)     | 20.5 (68.9)     | 20.0 (68.0)     | 14.4 (57.9)     | 10.5 (50.9)     | 1.4 (34.5)      | 1.8 (35.2)      | −1.0 (30.2)     |
| 평균 강수량 mm (인치)                                                       | 36.6 (1.44)     | 63.0 (2.48)     | 86.9 (3.42)     | 126.8 (4.99)    | 249.6 (9.83)    | 329.0 (12.95)   | 303.3 (11.94)   | 340.8 (13.42)   | 147.5 (5.81)    | 25.0 (0.98)     | 23.8 (0.94)     | 30.5 (1.20)     | 1,762.8 (69.4)  |
| 평균 강수일수 (≥ 0.1 mm)                                                    | 6.6             | 8.0             | 10.1            | 10.8            | 12.3            | 14.1            | 13.5            | 15.8            | 8.5             | 3.0             | 4.1             | 5.3             | 112.1           |
| 평균 상대 습도 (%)                                                          | 74.4            | 75.2            | 74.6            | 75.1            | 75.7            | 76.2            | 74.9            | 77.4            | 74.3            | 70.8            | 72.4            | 72.6            | 74.5            |
| 평균 월간 일조시간                                                          | 174.0           | 148.3           | 152.7           | 138.2           | 154.6           | 160.9           | 192.7           | 161.5           | 173.1           | 205.9           | 174.4           | 174.2           | 2,010.5         |
| 출처: 중화민국 교통부 중앙기상국 (평년값: 1991년~2020년, 극값: 1897년~현재) |                 |                 |                 |                 |                 |                 |                 |                 |                 |                 |                 |                 |                 |

## 행정 구역

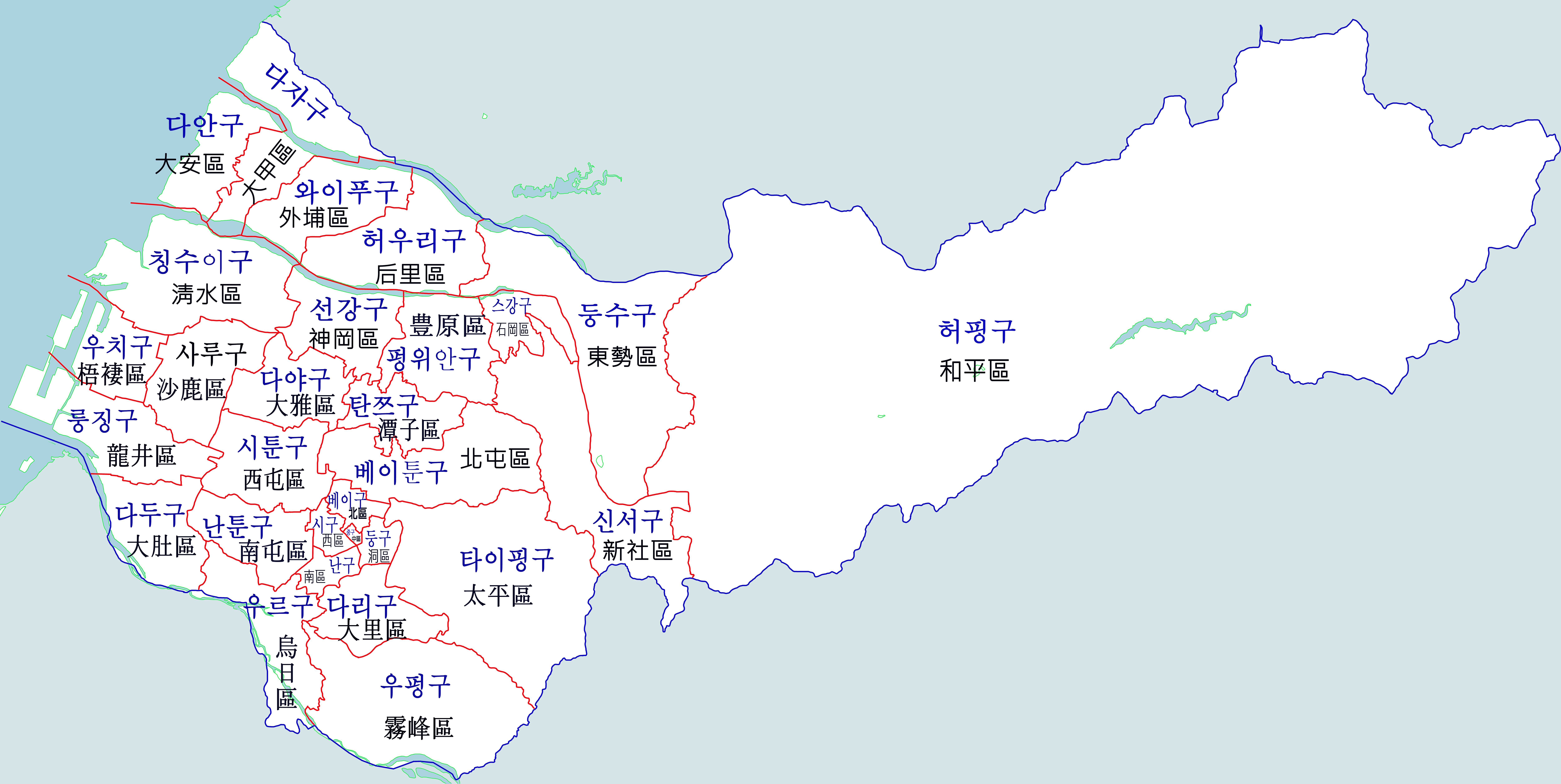
타이중 구급 지도

| 이름     | 중국어 | 인구 (2023년 11월) | 면적 (km2) |
| -------- | ------ | ------------------ | ---------- |
| 시구     | 西區   | 113,501            | 5.7042     |
| 중구     | 中區   | 17,767             | 0.8803     |
| 둥구     | 東區   | 76,754             | 9.2855     |
| 베이구   | 北區   | 144,047            | 6.9376     |
| 난구     | 南區   | 126,920            | 6.8101     |
| 베이툰구 | 北屯區 | 303,737            | 62.7034    |
| 난툰구   | 南屯區 | 181,924            | 31.2578    |
| 시툰구   | 西屯區 | 235,204            | 39.8467    |
| 다리구   | 大里區 | 212,420            | 28.8758    |
| 펑위안구 | 豐原區 | 163,945            | 41.1845    |
| 타이핑구 | 太平區 | 198,087            | 120.7473   |
| 다자구   | 大甲區 | 74,659             | 58.5192    |
| 둥스구   | 東勢區 | 47,513             | 117.4065   |
| 칭수이구 | 清水區 | 89,921             | 64.1709    |
| 사루구   | 沙鹿區 | 98,761             | 40.4604    |
| 우치구   | 梧棲區 | 60,924             | 18.4063    |
| 다안구   | 大安區 | 18,107             | 27.4045    |
| 다두구   | 大肚區 | 55,976             | 37.0024    |
| 다야구   | 大雅區 | 95,714             | 32.4109    |
| 허핑구   | 和平區 | 10,783             | 1037.8192  |
| 허우리구 | 后里區 | 53,678             | 58.9439    |
| 룽징구   | 龍井區 | 78,346             | 38.0377    |
| 선강구   | 神岡區 | 64,358             | 35.0445    |
| 스강구   | 石岡區 | 14,088             | 18.2105    |
| 탄쯔구   | 潭子區 | 108,979            | 25.8497    |
| 와이푸구 | 外埔區 | 31,130             | 42.4099    |
| 우펑구   | 霧峰區 | 64,544             | 98.0779    |
| 우르구   | 烏日區 | 72,203             | 43.4032    |
| 신서구   | 新社區 | 23,097             | 68.8874    |

## 정치

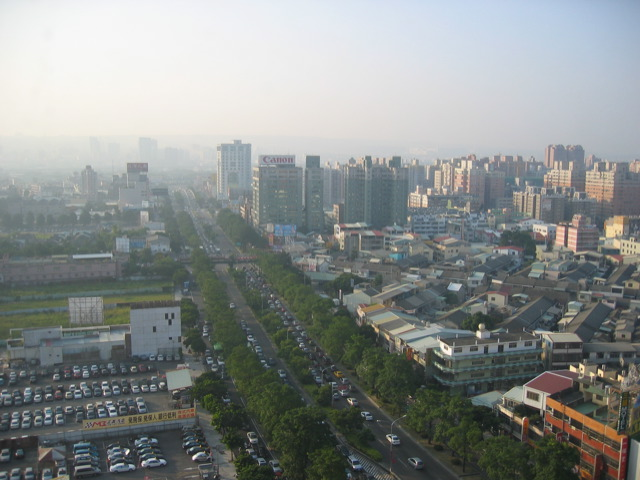
타이중 시내

범람연맹의 정치적 기반인 북쪽의 타이베이나 범록연맹의 정치적 기반인 남쪽의 가오슝, 타이난과 달리 타이중은 두 진영이 균형을 이루고 있다. 앞서 열린 3차례의 시장 선거에서 1997년에는 민진당이 2001년과 2005년에는 국민당이 승리하였다. 시의회에서 국민당의 다수당 지위는 다른 도시만큼 크지 않으며 친국민당 경향의 베이툰구를 제외하고는 거의 무시해도 좋을 수준이다. 도시 주민들의 상대적으로 온건한 경향 때문에 타이중의 정변이나 폭력은 중화민국의 다른 도시들에 비해 훨씬 적은 편이다.

## 경제
타이중은 활기찬 도시로 전통 산업부터 소규모의 가족 운영 상점, 공장, 대형 공업단지, 번영하는 상업 부문까지 다양한 경제를 가지고 있다.
타이중 경제의 중심은 오랫동안 소기업이었다. 도시의 소기업 부문은 여전히 번영하고 있으며 중심가에 있는 소형 음식점, 전통 시장, 다양한 가족 기업이 그 증거이다.
타이중은 수많은 주요 산업들의 중요한 중심지이다. 도시는 자전거 및 관련 부품, 스포츠 용품의 주요 생산지이다. 소형 금속 가공, 주형, 염색 기업들이 아주 많다. '타이완의 기적'의 한창 때에 도시는 신발 산업으로 유명했고 수 백개의 신발 산업 관련 회사들이 위치했으나 현재는 대부분 중국으로 이전한 상태이다. 나이키의 아시아 디자인 센터가 타이중에 위치한다.
시툰구는 타이중 공업지구의 중심이다. 타이중의 세계 무역 센터 건물은 지구의 상징적인 심장부로 연중 다양한 무역 박람회와 전시회가 열린다. 타이중 시의 전통적 제조업 기반의 대부분이 이 지역이었다. 시툰 구 북동부의 타이중현과의 경계를 따라 과학기반 공업단지가 위치한다.
타이중의 성장과 번영의 결과 상류층의 소비가 폭발적으로 증가하였고 대형 백화점과 호화 아파트 단지가 세워졌다.

## 교육
- 국립 중싱 대학
- 국립 타이중 교육대학
- 둥하이 대학
- 펑자 대학
- 중산 의학대학
- 중국 의약대학
- 둥하이 대학
- 펑자 대학
- 국립 중싱 대학
- 중타이 과기대학
- 징이 대학
- 아시아 대학
- 국립 친이 과기대학
- 자오양 과기대학
- 훙광 과기대학

## 교통

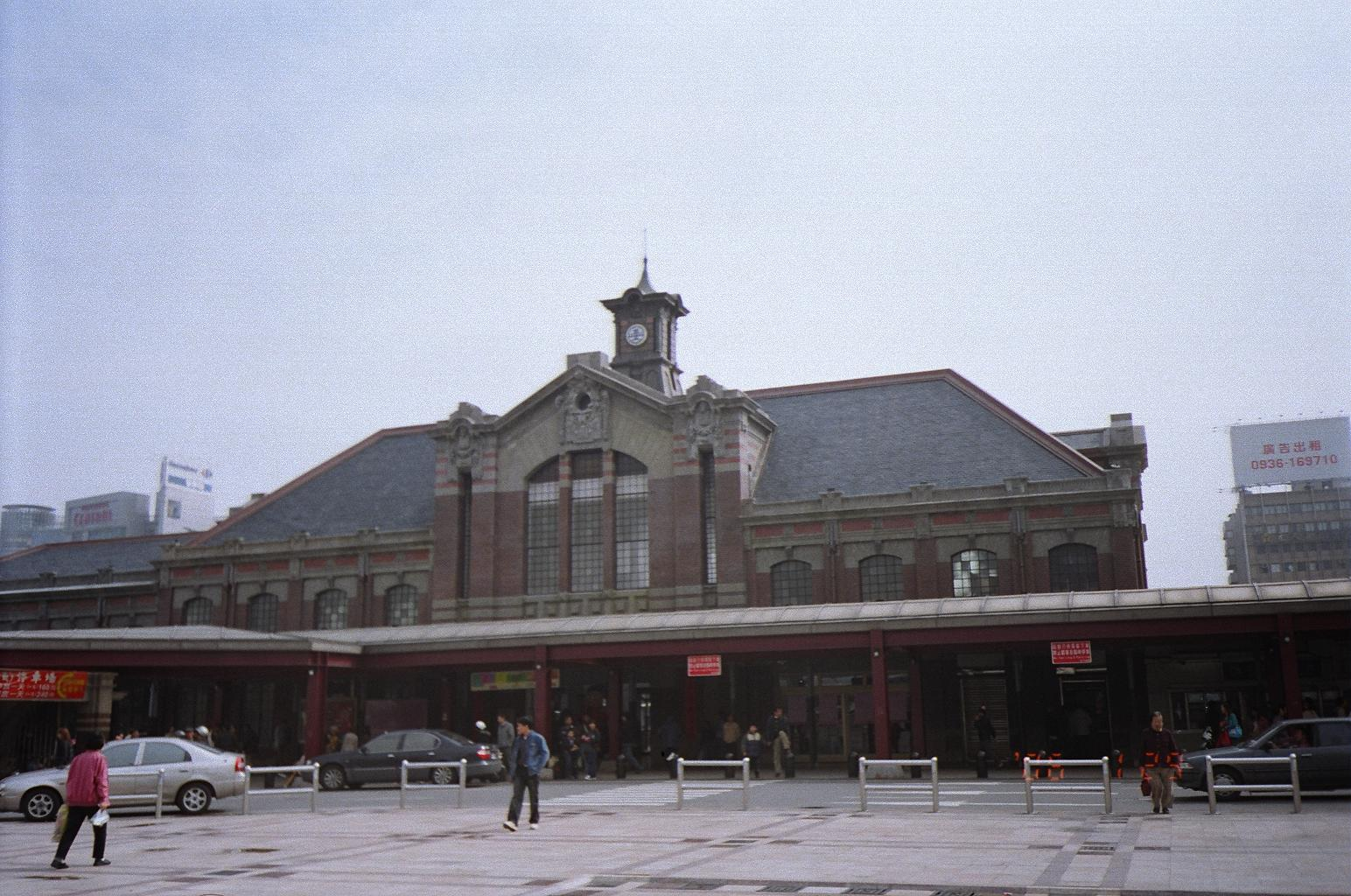
타이중역

### 철도
- 타이완 철로관리국 타이중 선
  - (먀오리현) - 타이안 역 - 허우리 역 - 펑위안 역 - 리린 역 - 단즈 역 - 터우자춰 역 - 쑹주 역 - 타이위안 역 - 징우 역 - 타이중 역 - 우취안 역 - 다칭 역 - 우르 역 - 신우르 역 - 청궁 역 - (장화 현)
- 타이중 첩운
- 타이완 철로관리국 해안선
  - (먀오리 역) - 르난 역 - 다자 역 - 타이중 항구 역 - 칭스이 역 - 샤루 역 - 룽징 역 - 다푸 역 - 즈이펀 역 - (장화 현)
- 타이완 고속철도
  - (먀오리현) - 타이중 역 - (장화 현)

### 고속도로
- 국도 1호선
  - (먀오리 현) - 타이안 휴게소 - 허우리IC - 타이중JCT - 펑위안IC - 다야IC - 타이중IC - 난툰IC - 왕톈IC - (장화 현)
- 국도 3호선
  - (먀오리 현) - 다자IC - 칭수이 휴게소 - 중강JCT - 사루IC - 룽징IC - (장화 현) - 우르IC - 중터우IC - 우펑IC - (난터우 현)
- 국도 4호선
  - 칭수이 기종점 - 선강IC - 타이중JCT - 허우펑IC - 펑스IC - 탄쯔IC - 탄쯔JCT
- 국도 6호선
  - 우펑JCT - (난터우 현)

### 쾌속도로
- 쾌속도로 61호선
- 쾌속도로 74호선

### 공항
- 타이중 국제공항

### 항만
- 타이중항

## 스포츠
타이중은 중화민국 프로야구의 4개 팀 중 하나인 싱농 불스의 연고지이고 구장으로는 타이중 저우지 야구장이 있다.

## 자매 도시
- 대한민국 충청북도 충주시 (1969년 11월 27일)
- 대한민국 전라남도 광양시 (2017년 11월 14일)
- 대한민국 경상남도 창원시 (2018년 4월 11일)
- 미국 코네티컷주 뉴헤이븐 (1965년 3월 29일)
- 미국 애리조나주 투손 (1979년 8월 31일)
- 미국 루이지애나주 배턴루지 (1980년 4월 18일)
- 미국 와이오밍주 샤이엔 (1981년 10월 8일)
- 캐나다 매니토바주 위니펙 (1982년 4월 2일)
- 남아프리카 공화국 콰줄루나탈 주 피터마리츠버그 (1983년 12월 9일)
- 미국 캘리포니아주 샌디에이고 (1983년 11월 19일)
- 미국 네바다주 리노 (1985년 10월 8일)
- 미국 텍사스주 오스틴 (1986년 9월 22일)
- 미국 뉴햄프셔주 맨체스터 (1989년 5월 8일)
- 미국 워싱턴주 터코마 (2000년 7월 19일)
- 미국 조지아주 콜럼버스 (2007년 11월 11일)
- 뉴질랜드 노스 쇼어 시 (1996년 12월 17일)
- 마셜 제도 콰절런아톨 (2002년 7월 19일)
- 온두라스 산페드로술라 (2003년 10월 28일)
- 볼리비아 산타크루스데라시에라 (1978년 11월 21일)
- 필리핀 마카티 (2004년 7월 27일)
- 필리핀 제너럴산토스 (2006년 9월 5일)